# Теорема о дележе пиццы

8 секторов: жёлтая площадь = лиловой площади

для 8 секторов Картера и Вагона.

Теорема о дележе пиццы утверждает равенство площадей двух областей, получающихся при разрезании круга определённым образом.
Название теоремы отражает классическую технику разрезания пиццы. Теорема показывает, что, если два человека разрезают пиццу таким способом и по очереди берут куски, то каждый получит равное количество пиццы.

## Утверждение теоремы
Пусть p будет внутренней точкой диска и пусть n будет кратно 4 и не меньше 8. Разрежем диск на n секторов с равными углами (равными {\displaystyle {\tfrac {2\pi }{n}}} радиан) по {\displaystyle {\tfrac {n}{2}}} прямым, проходящим через точку p. Пронумеруем сектора последовательно по часовой или против часовой стрелки. Тогда теорема о пицце утверждает, что:
 Сумма площадей нечётных секторов равна сумме площадей чётных секторов .

## История
Теорема о дележе пиццы была первоначально предложена как задача-вызов Лесли Аптоном (англ. L. J. Upton). Опубликованное решение этой задачи Майклом Голдбергом (англ. Michael Goldberg) использовало прямое применение алгебраических выражений для площадей секторов.
Л. Картер (англ. Larry Carter) и С. Вагон (англ. Stan Wagon) дали альтернативное доказательство путём разрезания. Они показали, как нужно разрезать сектора на более мелкие кусочки, чтобы каждый кусочек в нечётном секторе имел конгруэнтный кусочек в чётном секторе и наоборот. Г. Фредериксон (англ. Greg Frederickson) привёл семейство доказательств рассечения для всех случаев (в которых число секторов равно 8, 12, 16, ...).

## Обобщения

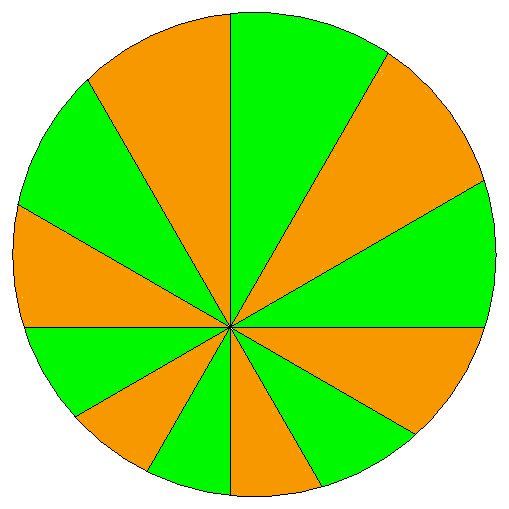
12 секторов: зелёная площадь = оранжевой площади

Требование, чтобы число секторов было кратно четырём, существенно — это показал Дон Копперсмит; деление диска на четыре сектора или на число секторов, не делящееся на четыре, как правило, не даёт одинаковых площадей. Марби (англ. Rick Mabry) и Дайерман (англ. L. Paul Deiermann) ответили на решение Картера и Вагона, дав более точную версию теоремы, в которой определяется, какой из наборов секторов будет иметь большую площадь, если площади не равны. В частности, если число секторов сравнимо с 2 (mod 8) и никакой из разрезов не проходит через центр диска, то подмножество кусков, содержащих центр, имеет меньшую площадь; в то время как в случае, когда число секторов сравнимо с 6 (mod 8) и никакой из разрезов не проходит через центр, набор кусков, содержащих центр, имеет большую площадь. Нечётное число секторов невозможно при прямолинейных разрезах, а разрез через центр делает оба набора секторов равными по площади вне зависимости от числа секторов.
Марби и Дайерман заметили также, что в случае, когда пицца разделена поровну, то делится поровну и кромка (кромкой можно считать либо периметр пиццы, либо площадь между границей круга (пиццы) и меньшим кругом с тем же центром, при условии, что точка деления лежит в этом меньшем круге), поскольку диски, ограниченные обеими окружностями, делятся поровну, то же будет и с их разностью. Однако, если пицца разделена не поровну, то едок, который получает большую часть площади пиццы, получает меньший кусок кромки.
Как заметили Хишхорны, равное деление пиццы приводит также и к равному делению её начинки, если начинка распределена  в виде круга (не обязательно концентричного кругу пиццы), содержащего центральную точку p деления на сектора.
Обобщение теоремы о пицце для n-мерного шара предложено в работе Браилова Ю. А.: набор гиперплоскостей, который обладает аналогичным свойством, соответствует конечной группе отражений типа B_n.  

## Связанные результаты
Хиршхорны показали, что пицца, разрезанная как в теореме о пицце на n секторов с равными углами, где n делится на четыре, может быть разделена поровну среди n/4 людей. Например, пицца, разделённая на 12 секторов, может быть поровну разделена среди трёх человек. Однако, чтобы распределить пиццу на пять человек, требуется разделить пиццу на 20 секторов.
Цибулька, Кинчл и др. и Кнауэр, Мичек, Ёкордт изучали игру выбора свободных кусочков пиццы в порядке, гарантирующем получение большей части, — задачу, предложенную Даном Брауном и Питером Уинклером.
В версии задачи, которую они изучали, пицца делится радиально (без гарантии равенства углов секторов) и два обедающих поочерёдно выбирают кусочки пиццы, которые смежны уже съеденным секторам. Если два обедающих пытаются максимизировать количество съеденной пиццы, то обедающий, берущий первый кусок, может гарантировать себе 4/9 всей пиццы и существуют разрезания пиццы, при которых он не может получить больше. Справедливый делёж или задача деления пирога рассматривает похожие игры, в которых различные игроки имеют различные критерии для измерения размера их доли. Например, один из едоков может предпочесть больше пеперони, в то время как другой может отдать предпочтение сыру.